# Jean Lacroix
Jean Lacroix (23. prosince 1900, Lyon, Francie – 27. června 1986, tamtéž) byl francouzský filozof.

## Život
Studoval právo na Katolické univerzitě v Lyonu, poté filozofii v Grenoblu, kde byl žákem Jacquese Chevaliera, a na Sorbonně, kde byl žákem Léona Brunschvicga.
Od roku 1927 byl Lacroix profesorem filozofie v Chalon-sur-Saône, poté učil v Lons-le-Saunier, Bourg-en-Bresse a Dijonu.
V roce 1932 založil spolu s filozofem Emmanuelem Mounierem revue Esprit.

## Dílo
- Timidité et adolescence, Éditions Aubier-Montaigne, 1936
- Itinéraire spirituel, Bloud et Gay (La Nouvelle Journée, 35), 1937
- Mystique et politique, dans l'ouvrage collectif Options sur demain, Bloud & Gay (La Nouvelle Journée, 6), 1939
- L'adolescence scolaire, éditions de l'École des cadres d'Uriage, 1941
- Personne et amour, Lyon, éditions du Livre français (Construire), 1942; nové rozšířené vydání, Éditions du Seuil, 1955
- Vocation personnelle et tradition nationale, Bloud & Gay (La Nouvelle Journée, 10), 1942
- Le sens du dialogue, Neuchâtel, Éditions La Baconnière, 1944
- Socialisme?, éditions du Livre français, 1945
- Force et faiblesse de la famille, Seuil, 1948, 1957
- Marxisme, existentialisme, personnalisme. Présence de l'éternité dans le temps, PUF, 1949, 1971
- Les sentiments et la vie morale, PUF (Initiation philosophique), 1953, 1968
- La sociologie d'Auguste Comte, PUF (Initiation philosophique), 1956, 1967
- Le sens de l'athéisme moderne, Casterman (L'actualité religieuse, 8), 1958, 1970
- Histoire et mystère, Casterman (L'actualité religieuse, 18), 1962
- Maurice Blondel. Sa vie, son œuvre, avec un exposé de sa philosophie, PUF (Philosophes), 1963
- L'échec, PUF (Initiation philosophique, 69), 1964
- Crise de la démocratie, crise de la civilisation. Lyon, Chronique sociale de France, 1965
- Kant et le kantisme, PUF, 1966, 1981
- Panorama de la philosophie française contemporaine, PUF, 1966, 1968
- Spinoza et le problème du salut, PUF (Initiation philosophique, 91), 1970
- La crise intellectuelle du catholicisme français, Fayard (Points chauds), 1970
- Le personnalisme comme anti-idéologie, PUF (SUP, Le philosophe), 1972
- Le désir et les désirs, PUF (SUP, Le philosophe), 1975
- Philosophie de la culpabilité, PUF (Philosophie d'aujourd'hui), 1977

### Česky vyšlo
- Smysl člověka, Vyšehrad 1970